# Grit Mehlhorn
Grit Mehlhorn (* 1971) ist eine deutsche Fremdsprachendidaktikerin. Seit März 2007 ist sie Professorin der Didaktik der Slawischen Sprachen an der Universität Leipzig. Außerdem ist Mehlhorn Chefredakteurin der Zeitschrift für Fremdsprachenforschung und Mitglied im Vorstand der Deutschen Gesellschaft für Fremdsprachenforschung (DGFF).

## Biografie
Von 1992 bis 1997 studierte Grit Mehlhorn Ostslawistik, Angewandte Sprachwissenschaft sowie Ost- und Südosteuropawissenschaften an der Universität Leipzig und der Taras-Schewtschenko-Universität  in Kiew. Im Jahr 2000 wurde sie an der Universität Leipzig mit einer Dissertation zum Thema Kontrastierte Konstituenten im Russischen: Experimentelle Untersuchungen zur Informationsstruktur promoviert. Von 1999 bis 2000 absolvierte sie ein Aufbaustudium Deutsch als Fremdsprache am Herder-Institut der Universität Leipzig und von 2009 bis 2011 ein Postgraduales Studium der polnischen Kultur und des Polnischen als Fremdsprache an der Schlesischen Universität Katowice. Nach Stationen an der Universität Leipzig und der Universität Stuttgart war sie von 2006 bis 2007 Juniorprofessorin für Deutsch als Fremdsprache an der TU Berlin. Seit 2007 ist sie Professorin der Didaktik der slawischen Sprachen an der Universität Leipzig.

## Werke (Auswahl)
- mit Nicole Marx: Pushing the positive: encouraging phonological transfer from L2 to L3. In: International Journal of Multilingualism. 2010, 7 (1).
- mit Bernhard Brehmer: Herkunftsprachen. Narr Francke Attempto, Tübingen 2018